# Populus kashmirica
Populus kashmirica är en videväxtart som beskrevs av A. Skvorts.. Populus kashmirica ingår i släktet popplar, och familjen videväxter. Inga underarter finns listade i Catalogue of Life.